# Taumelscheibenmotor

3D-Animation eines Taumelscheibenmotors

Animiertes Funktionsprinzip eines Taumelscheibenmotors

Ein Taumelscheibenmotor ist ein Hubkolbenmotor, der an Stelle der üblichen Kurbelwelle eine Taumelscheibe hat. Die Umwandlung der oszillierenden Kolbenbewegung in eine rotierende Bewegung, die dann zum Antrieb benutzt werden kann, erfolgt durch die Taumelscheibe, die in einer z-förmig gekröpften Welle gelagert ist. Das erste Patent auf einen Taumelscheibenmotor erhielt H.S. Smallbone bereits 1906. Bekannt wurde diese Motorbauart erst durch den Bristol-Taumelscheibenmotor in den 1930er Jahren, mit Ringschieber-Steuerung an Stelle der Ventile. Bei manchen Hydraulikpumpen wird das Prinzip der Taumelscheibe als Schrägscheibenmaschine oder auch Schrägachsenmaschine heute noch angewendet. Bedingt durch die Taumelscheibe ergeben sich große Unterschiede zu den  Hauptbauteilen üblicher Verbrennungsmotorkonstruktionen mit Schubkurbel.

## Bauteile
Die Hauptbauteile eines Taumelscheibenmotors:
- Die Taumelscheibe
 ist durch ein Lager drehbar mit dem Zapfen der Z-förmig gekröpften (Kurbel-)Welle verbunden. Die Taumelscheibe selbst darf sich jedoch nicht um ihre eigene Achse drehen und muss darum durch eine geeignete Vorrichtung (Drehmomentenstütze) abgestützt werden.
- Durch die Drehbewegung der z-förmigen (Kurbel)Welle
wird der äußere Punkt der Taumelscheibe mit dem Kugelgelenk auf einer Kurvenbahn auf und ab bewegt (rote Linie in der Schemazeichnung des Funktionsprinzips).
- Das Kugelgelenk
ist fertigungstechnisch nur mit großem Aufwand herstellbar und auch schwierig wirkungsvoll zu schmieren.
- Das Pleuel,
das die hin- und hergehende Kolbenbewegung überträgt, hat an beiden Enden ein Kugelgelenk.
- Ein Kolben
hat ebenfalls ein Kugelgelenk und kann darum auf üblichen Fertigungsmaschinen nur bedingt hergestellt werden. Bezüglich der aufzunehmenden Kräfte weicht ein solcher Kolben durch das Kugelgelenk erheblich von der Konstruktion üblicher Kolben ab.
- Die Zylinder
 sind ringförmig um die Welle angeordnet. Bei einer Ventilsteuerung sind erhebliche konstruktive Probleme durch die dadurch beengten Platzverhältnisse zu lösen.

Ungeachtet der aufgeführten konstruktiven Probleme ist ein Taumelscheibenmotor eine durchaus interessante Alternative zu üblichen Motorkonstruktionen. Motorvibrationen durch nur schwer auszugleichende freie Massen treten nicht auf.

## Anwendungsbeispiele
- Im Museum der Elsbett-Motoren wird ein Motorblock eines zweiseitig wirkenden Taumelscheiben-Flugmotors ausgestellt.[2] Ein Prototyp des 14-Zylinder Taumelscheibenmotors nach dem Prinzip der Schrägscheibenmaschine wurde gebaut, kam aber nie zum Einsatz.
- Eine abgewandelte Variante des Taumelscheibenmotors ist der von Anton Strahm entwickelte und nach ihm benannte Strahm-Motor. Bei diesem wird durch eine (8-förmige) Taumelbewegung des Zylinders das wegen der Kurvenbahn benötigte Pleuel überflüssig.[3]
- Tilkin-Motorrad: Félix-Georges Tilkin entwickelte 1957 ein Motorrad mit 6-Zylinder-Zweitakt-Taumelscheibenmotor.[4][5]
- Ein Taumelscheiben-Stirlingmotor mit vier Zylindern wurde in Klein-Blockheizkraftwerken der Firma WhisperGen verwendet.[6]
- Antrieb des Mark-48-Schwergewichtstorpedos